# OVER TOP (大黒摩季の曲)
「OVER TOP」（オーヴァー トップ）は、大黒摩季の28枚目のシングル。

## 概要
インディーカーレース『BRIDGESTONE INDY JAPAN 300mile』公式テーマソングとして使用された。
本作は大黒のシングルでは初めてカップリング曲が収録されておらず、代わりにProduction I.G制作のイメージ・アニメを収録したDVDが付属した。

## 収録曲

### DISC 1 (CD)
1. OVER TOP
作詞・作曲 大黒摩季
2. OVER TOP (Instrumental)

### DISC 2 (DVD)
1. OVER TOP (music video)

## 収録アルバム
- HAPPINESS (2005年6月22日)
- GOLDEN☆BEST 大黒摩季 (2010年12月8日)
- Greatest Hits 1991-2016 〜All Singles +〜（2016年11月23日）